# Draft NFL 2023
Il Draft NFL 2023 è stata l'88ª edizione delle selezioni dei migliori giocatori provenienti dal college da parte delle franchigie della National Football League. L'evento ha avuto luogo dal 27 al 29 aprile 2023 a Kansas City, Missouri. La prima scelta assoluta era detenuta dai Carolina Panthers che l'hanno ottenuta dai Chicago Bears tramite scambio e hanno selezionato il quarterback Bryce Young.

## Scelte
Legenda scelte
| * | scelte compensatorie             |
| + | scelte compensatorie addizionali |

| C  | Centro            |    | CB               | Cornerback |                  | DB | Defensive back    |  | DE | Defensive end |
| DL | Defensive lineman | DT | Defensive tackle | FB         | Fullback         | FS | Free safety       |  |    |               |
| G  | Guardia           | HB | Halfback         | K          | Placekicker      | KR | Kick returner     |  |    |               |
| LB | Linebacker        | LS | Long snapper     | OT         | Offensive tackle | OL | Offensive lineman |  |    |               |
| NT | Nose tackle       | P  | Punter           | PR         | Punt returner    | QB | Quarterback       |  |    |               |
| RB | Running back      | S  | Safety           | SS         | Strong safety    | TB | Tailback          |  |    |               |
| TE | Tight end         | WR | Wide receiver    |            |                  |    |                   |  |    |               |

|  | = Pro Bowler |

|  | Giro | Scelta | Squadra               | Giocatore                | Ruolo              | College            | Conf.              | Note                                                |
|  | ---- | ------ | --------------------- | ------------------------ | ------------------ | ------------------ | ------------------ | --------------------------------------------------- |
|  | 1    | 1      | Carolina Panthers     | Bryce Young              | QB                 | Alabama            | SEC                | da Chicago                                          |
|  | 1    | 2      | Houston Texans        | C.J. Stroud              | QB                 | Ohio State         | Big Ten            |                                                     |
|  | 1    | 3      | Houston Texans        | Will Anderson            | LB                 | Alabama            | SEC                | da Arizona                                          |
|  | 1    | 4      | Indianapolis Colts    | Anthony Richardson       | QB                 | Florida            | SEC                |                                                     |
|  | 1    | 5      | Seattle Seahawks      | Devon Witherspoon        | CB                 | Illinois           | Big Ten            | da Denver                                           |
|  | 1    | 6      | Arizona Cardinals     | Paris Johnson            | OT                 | Ohio State         | Big Ten            | da LA Rams via Detroit                              |
|  | 1    | 7      | Las Vegas Raiders     | Tyree Wilson             | DE                 | Texas Tech         | Big 12             |                                                     |
|  | 1    | 8      | Atlanta Falcons       | Bijan Robinson           | RB                 | Texas              | Big 12             |                                                     |
|  | 1    | 9      | Philadelphia Eagles   | Jalen Carter             | DT                 | Georgia            | SEC                | da Carolina via Chicago                             |
|  | 1    | 10     | Chicago Bears         | Darnell Wright           | OT                 | Tennessee          | SEC                | da New Orleans via Philadelphia                     |
|  | 1    | 11     | Tennessee Titans      | Peter Skoronski          | OT                 | Northwestern       | Big Ten            |                                                     |
|  | 1    | 12     | Detroit Lions         | Jahmyr Gibbs             | RB                 | Alabama            | SEC                | da Cleveland via Houston e Arizona                  |
|  | 1    | 13     | Green Bay Packers     | Lukas Van Ness           | DE                 | Iowa               | Big Ten            | da New York Jets                                    |
|  | 1    | 14     | Pittsburgh Steelers   | Broderick Jones          | OT                 | Georgia            | SEC                | da New England                                      |
|  | 1    | 15     | New York Jets         | Will McDonald            | DE                 | Iowa State         | Big 12             | da Green Bay                                        |
|  | 1    | 16     | Washington Commanders | Emmanuel Forbes          | CB                 | Mississippi State  | SEC                |                                                     |
|  | 1    | 17     | New England Patriots  | Christian Gonzalez       | CB                 | Oregon             | Pac-12             | da Pittsburgh                                       |
|  | 1    | 18     | Detroit Lions         | Jack Campbell            | LB                 | Iowa               | Big Ten            |                                                     |
|  | 1    | 19     | Tampa Bay Buccaneers  | Calijah Kancey           | DT                 | Pittsburgh         | ACC                |                                                     |
|  | 1    | 20     | Seattle Seahawks      | Jaxon Smith-Njigba       | WR                 | Ohio State         | Big Ten            |                                                     |
|  | 1    | –      | Miami Dolphins        | Selezione revocata       | Selezione revocata | Selezione revocata | Selezione revocata | Selezione revocata                                  |
|  | 1    | 21     | Los Angeles Chargers  | Quentin Johnston         | WR                 | TCU                | Big 12             |                                                     |
|  | 1    | 22     | Baltimore Ravens      | Zay Flowers              | WR                 | Boston College     | ACC                |                                                     |
|  | 1    | 23     | Minnesota Vikings     | Jordan Addison           | WR                 | USC                | Pac-12             |                                                     |
|  | 1    | 24     | New York Giants       | Deonte Banks             | CB                 | Maryland           | Big Ten            | da Jacksonville                                     |
|  | 1    | 25     | Buffalo Bills         | Dalton Kincaid           | TE                 | Utah               | Pac-12             | da New York Giants via Jacksonville                 |
|  | 1    | 26     | Dallas Cowboys        | Mazi Smith               | DT                 | Michigan           | Big Ten            |                                                     |
|  | 1    | 27     | Jacksonville Jaguars  | Anton Harrison           | OT                 | Oklahoma           | Big 12             | da Buffalo                                          |
|  | 1    | 28     | Cincinnati Bengals    | Myles Murphy             | DE                 | Clemson            | ACC                |                                                     |
|  | 1    | 29     | New Orleans Saints    | Bryan Bresee             | DT                 | Clemson            | ACC                | da San Francisco via Miami e Denver                 |
|  | 1    | 30     | Philadelphia Eagles   | Nolan Smith              | LB                 | Georgia            | SEC                |                                                     |
|  | 1    | 31     | Kansas City Chiefs    | Felix Anudike-Uzomah     | DE                 | Kansas State       | Big 12             |                                                     |
|  | 2    | 32     | Pittsburgh Steelers   | Joey Porter Jr.          | CB                 | Penn State         | Big Ten            | da Chicago                                          |
|  | 2    | 33     | Tennessee Titans      | Will Levis               | QB                 | Kentucky           | SEC                | da Houston via Arizona                              |
|  | 2    | 34     | Detroit Lions         | Sam LaPorta              | TE                 | Iowa               | Big Ten            | da Arizona                                          |
|  | 2    | 35     | Las Vegas Raiders     | Michael Mayer            | TE                 | Notre Dame         | Ind. (FBS)         | da Indianapolis                                     |
|  | 2    | 36     | Los Angeles Rams      | Steve Avila              | OG                 | TCU                | Big 12             |                                                     |
|  | 2    | 37     | Seattle Seahawks      | Derick Hall              | OLB                | Auburn             | SEC                | da Denver                                           |
|  | 2    | 38     | Atlanta Falcons       | Matthew Bergeron         | OG                 | Syracuse           | ACC                | da Las Vegas via Indianapolis                       |
|  | 2    | 39     | Carolina Panthers     | Jonathan Mingo           | WR                 | Ole Miss           | SEC                |                                                     |
|  | 2    | 40     | New Orleans Saints    | Isaiah Foskey            | DE                 | Notre Dame         | Ind. (FBS)         |                                                     |
|  | 2    | 41     | Arizona Cardinals     | B.J. Ojulari             | LB                 | LSU                | SEC                | da Tennessee                                        |
|  | 2    | 42     | Green Bay Packers     | Luke Musgrave            | TE                 | Oregon State       | Pac-12             | da Cleveland via NY Jets                            |
|  | 2    | 43     | New York Jets         | Joe Tippmann             | C                  | Wisconsin          | Big Ten            |                                                     |
|  | 2    | 44     | Indianapolis Colts    | Julius Brents            | CB                 | Kansas State       | Big 12             | da Atlanta                                          |
|  | 2    | 45     | Detroit Lions         | Brian Branch             | S                  | Alabama            | SEC                | da Green Bay                                        |
|  | 2    | 46     | New England Patriots  | Keion White              | DE                 | Georgia Tech       | ACC                |                                                     |
|  | 2    | 47     | Washington Commanders | Jartavius Martin         | S                  | Illinois           | Big Ten            |                                                     |
|  | 2    | 48     | Tampa Bay Buccaneers  | Cody Mauch               | OG                 | North Dakota State | MVFC               | da Detroit via Green Bay                            |
|  | 2    | 49     | Pittsburgh Steelers   | Keeanu Benton            | NT                 | Wisconsin          | Big Ten            |                                                     |
|  | 2    | 50     | Green Bay Packers     | Jayden Reed              | WR                 | Michigan State     | Big Ten            | da Tampa Bay                                        |
|  | 2    | 51     | Miami Dolphins        | Cam Smith                | CB                 | South Carolina     | SEC                |                                                     |
|  | 2    | 52     | Seattle Seahawks      | Zach Charbonnet          | RB                 | UCLA               | Pac-12             |                                                     |
|  | 2    | 53     | Chicago Bears         | Gervon Dexter            | DT                 | Florida            | SEC                | da Baltimore                                        |
|  | 2    | 54     | Los Angeles Chargers  | Tuli Tuipulotu           | OLB                | USC                | Pac-12             |                                                     |
|  | 2    | 55     | Kansas City Chiefs    | Rashee Rice              | WR                 | SMU                | The American       | da Minnesota via Detroit                            |
|  | 2    | 56     | Chicago Bears         | Tyrique Stevenson        | CB                 | Miami (FL)         | ACC                | da Jacksonville                                     |
|  | 2    | 57     | New York Giants       | John Michael Schmitz     | C                  | Minnesota          | Big Ten            |                                                     |
|  | 2    | 58     | Dallas Cowboys        | Luke Schoonmaker         | TE                 | Michigan           | Big Ten            |                                                     |
|  | 2    | 59     | Buffalo Bills         | O'Cyrus Torrence         | OG                 | Florida            | SEC                |                                                     |
|  | 2    | 60     | Cincinnati Bengals    | D.J. Turner              | CB                 | Michigan           | Big Ten            |                                                     |
|  | 2    | 61     | Jacksonville Jaguars  | Brenton Strange          | TE                 | Penn State         | Big Ten            | da San Francisco via Carolina e Chicago             |
|  | 2    | 62     | Houston Texans        | Juice Scruggs            | C                  | Penn State         | Big Ten            | da Philadelphia                                     |
|  | 2    | 63     | Denver Broncos        | Marvin Mims              | WR                 | Oklahoma           | Big 12             | da Kansas City via Detroit                          |
|  | 3    | 64     | Chicago Bears         | Zacch Pickens            | DT                 | South Carolina     | SEC                |                                                     |
|  | 3    | 65     | Philadelphia Eagles   | Tyler Steen              | OT                 | Alabama            | SEC                | da Houston                                          |
|  | 3    | 66     | Philadelphia Eagles   | Sydney Brown             | S                  | Illinois           | Big Ten            | da Arizona                                          |
|  | 3    | 67     | Denver Broncos        | Drew Sanders             | LB                 | Arkansas           | SEC                | da Indianapolis                                     |
|  | 3    | 68     | Detroit Lions         | Hendon Hooker            | QB                 | Tennessee          | SEC                | da Denver                                           |
|  | 3    | 69     | Houston Texans        | Tank Dell                | WR                 | Houston Cougars    | The American       | da LA Rams                                          |
|  | 3    | 70     | Las Vegas Raiders     | Byron Young              | DT                 | Alabama            | SEC                |                                                     |
|  | 3    | 71     | New Orleans Saints    | Kendre Miller            | RB                 | TCU                | Big 12             |                                                     |
|  | 3    | 72     | Arizona Cardinals     | Garrett Williams         | CB                 | Syracuse           | ACC                |                                                     |
|  | 3    | 73     | New York Giants       | Jalin Hyatt              | WR                 | Tennessee          | SEC                | da Cleveland via Houston e LA Rams                  |
|  | 3    | 74     | Cleveland Browns      | Cedric Tillman           | WR                 | Tennessee          | SEC                | da NY Jets                                          |
|  | 3    | 75     | Atlanta Falcons       | Zach Harrison            | DE                 | Ohio State         | Big Ten            |                                                     |
|  | 3    | 76     | New England Patriots  | Marte Mapu               | LB                 | Sacramento State   | Big Sky            | da Carolina                                         |
|  | 3    | 77     | Los Angeles Rams      | Byron Young              | DE                 | Tennessee          | SEC                | da New England via Miami                            |
|  | 3    | 78     | Green Bay Packers     | Tucker Kraft             | TE                 | South Dakota State | MVFC               |                                                     |
|  | 3    | 79     | Indianapolis Colts    | Josh Downs               | WR                 | North Carolina     | ACC                | da Washington                                       |
|  | 3    | 80     | Carolina Panthers     | D.J. Johnson             | OLB                | Oregon             | Pac-12             | da Pittsburgh                                       |
|  | 3    | 81     | Tennessee Titans      | Tyjae Spears             | RB                 | Tulane             | The American       |                                                     |
|  | 3    | 82     | Tampa Bay Buccaneers  | YaYa Diaby               | DE                 | Louisville         | ACC                |                                                     |
|  | 3    | 83     | Denver Broncos        | Riley Moss               | CB                 | Iowa               | Big Ten            | da Seattle                                          |
|  | 3    | 84     | Miami Dolphins        | De'Von Achane            | RB                 | Texas A&M          | SEC                |                                                     |
|  | 3    | 85     | Los Angeles Chargers  | Daiyan Henley            | ILB                | Washington State   | Pac-12             |                                                     |
|  | 3    | 86     | Baltimore Ravens      | Trenton Simpson          | ILB                | Clemson            | ACC                |                                                     |
|  | 3    | 87     | San Francisco 49ers   | Ji'Ayir Brown            | S                  | Penn State         | Big Ten            | da Minnesota                                        |
|  | 3    | 88     | Jacksonville Jaguars  | Tank Bigsby              | RB                 | Auburn             | SEC                |                                                     |
|  | 3    | 89     | Los Angeles Rams      | Kobie Turner             | DE                 | Wake Forest        | ACC                | da NY Giants                                        |
|  | 3    | 90     | Dallas Cowboys        | DeMarvion Overshown      | LB                 | Texas              | Big 12             |                                                     |
|  | 3    | 91     | Buffalo Bills         | Dorian Williams          | LB                 | Tulane             | The American       |                                                     |
|  | 3    | 92     | Kansas City Chiefs    | Wanya Morris             | OT                 | Oklahoma           | Big 12             | da Cincinnati                                       |
|  | 3    | 93     | Pittsburgh Steelers   | Darnell Washington       | TE                 | Georgia            | SEC                | da San Francisco via Carolina                       |
|  | 3    | 94     | Arizona Cardinals     | Michael Wilson           | WR                 | Stanford           | Pac-12             | da Philadelphia                                     |
|  | 3    | 95     | Cincinnati Bengals    | Jordan Battle            | S                  | Alabama            | SEC                | da Kansas City                                      |
|  | 3*   | 96     | Detroit Lions         | Brodric Martin           | DT                 | Western Kentucky   | C-USA              | da Arizona                                          |
|  | 3*   | 97     | Washington Commanders | Ricky Stromberg          | C                  | Arkansas           | SEC                |                                                     |
|  | 3×   | 98     | Cleveland Browns      | Siaki Ika                | DT                 | Baylor             | Big 12             | 2020 Resolution JC-2A                               |
|  | 3×   | 99     | San Francisco 49ers   | Jake Moody               | K                  | Michigan           | Big Ten            | 2020 Resolution JC-2A                               |
|  | 3×   | 100    | Las Vegas Raiders     | Tre Tucker               | WR                 | Cincinnati         | The American       | 2020 Resolution JC-2A; da Kansas City via NY Giants |
|  | 3×   | 101    | San Francisco 49ers   | Cameron Latu             | TE                 | Alabama            | SEC                | 2020 Resolution JC-2                                |
|  | 3×   | 102    | Minnesota Vikings     | Mekhi Blackmon           | CB                 | USC                | Pac-12             | 2020 Resolution JC-2; da San Francisco              |
|  | 4    | 103    | New Orleans Saints    | Nick Saldiveri           | OT                 | Old Dominion       | Sun Belt           | da Chicago                                          |
|  | 4    | 104    | Las Vegas Raiders     | Jakorian Bennett         | CB                 | Maryland           | Big Ten            | da Houston                                          |
|  | 4    | 105    | Philadelphia Eagles   | Kelee Ringo              | CB                 | Georgia            | SEC                | da Arizona via Houston                              |
|  | 4    | 106    | Indianapolis Colts    | Blake Freeland           | OT                 | BYU                | Ind. (FBS)         |                                                     |
|  | 4    | 107    | New England Patriots  | Jake Andrews             | C                  | Troy               | Sun Belt           | da LA Rams                                          |
|  | 4    | 108    | Seattle Seahawks      | Anthony Bradford         | OG                 | LSU                | SEC                | da Denver                                           |
|  | 4    | 109    | Houston Texans        | Dylan Horton             | DE                 | TCU                | Big 12             | da Las Vegas                                        |
|  | 4    | 110    | Indianapolis Colts    | Adetomiwa Adebawore      | DE                 | Northwestern       | Big Ten            | da Tennessee via Atlanta                            |
|  | 4    | 111    | Cleveland Browns      | Dawand Jones             | OT                 | Ohio State         | Big Ten            |                                                     |
|  | 4    | 112    | New England Patriots  | Chad Ryland              | K                  | Maryland           | Big Ten            | da NY Jets                                          |
|  | 4    | 113    | Atlanta Falcons       | Clark Phillips III       | CB                 | Utah               | Pac-12             |                                                     |
|  | 4    | 114    | Carolina Panthers     | Chandler Zavala          | OG                 | NC State           | ACC                |                                                     |
|  | 4    | 115    | Chicago Bears         | Roschon Johnson          | RB                 | Texas              | Big 12             | da New Orleans                                      |
|  | 4    | 116    | Green Bay Packers     | Colby Wooden             | DT                 | Auburn             | SEC                |                                                     |
|  | 4    | 117    | New England Patriots  | Sidy Sow                 | OG                 | Eastern Michigan   | MAC                |                                                     |
|  | 4    | 118    | Washington Commanders | Braeden Daniels          | OT                 | Utah               | Pac-12             |                                                     |
|  | 4    | 119    | Kansas City Chiefs    | Chamarri Conner          | S                  | Virginia Tech      | ACC                | da Detroit via Minnesota                            |
|  | 4    | 120    | New York Jets         | Carter Warren            | OT                 | Pittsburgh         | ACC                | da Pittsburgh via New England                       |
|  | 4    | 121    | Jacksonville Jaguars  | Ventrell Miller          | ILB                | Florida            | SEC                | da Tampa Bay                                        |
|  | 4    | 122    | Arizona Cardinals     | Jon Gaines II            | OG                 | UCLA               | Pac-12             | da Miami via Kansas City and Detroit                |
|  | 4    | 123    | Seattle Seahawks      | Cameron Young            | DT                 | Mississippi State  | SEC                |                                                     |
|  | 4    | 124    | Baltimore Ravens      | Tavius Robinson          | OLB                | Ole Miss           | SEC                |                                                     |
|  | 4    | 125    | Los Angeles Chargers  | Derius Davis             | WR                 | TCU                | Big 12             |                                                     |
|  | 4    | 126    | Cleveland Browns      | Isaiah McGuire           | DE                 | Missouri           | SEC                | da Minnesota                                        |
|  | 4    | 127    | New Orleans Saints    | Jake Haener              | QB                 | Fresno State       | MW                 | da Jacksonville                                     |
|  | 4    | 128    | Los Angeles Rams      | Stetson Bennett          | QB                 | Georgia            | SEC                | da NY Giants                                        |
|  | 4    | 129    | Dallas Cowboys        | Viliami Fehoko           | DE                 | San Jose State     | MW                 |                                                     |
|  | 4    | 130    | Jacksonville Jaguars  | Tyler Lacy               | DE                 | Oklahoma State     | Big 12             | da Buffalo                                          |
|  | 4    | 131    | Cincinnati Bengals    | Charlie Jones            | WR                 | Purdue             | Big Ten            |                                                     |
|  | 4    | 132    | Pittsburgh Steelers   | Nick Herbig              | OLB                | Wisconsin          | Big Ten            | da San Francisco via Carolina                       |
|  | 4    | 133    | Chicago Bears         | Tyler Scott              | WR                 | Cincinnati         | The American       | da Philadelphia                                     |
|  | 4    | 134    | Minnesota Vikings     | Jay Ward                 | S                  | LSU                | SEC                | da Kansas City                                      |
|  | 4*   | 135    | Las Vegas Raiders     | Aidan O'Connell          | QB                 | Purdue             | Big Ten            | da New England                                      |
|  | 5    | 136    | Jacksonville Jaguars  | Yasir Abdullah           | OLB                | Louisville         | ACC                | da Chicago                                          |
|  | 5    | –      | Houston Texans        | Selezione revocata       | Selezione revocata | Selezione revocata | Selezione revocata | Selezione revocata                                  |
|  | 5    | 137    | Washington Commanders | KJ Henry                 | DE                 | Clemson            | ACC                | da Arizona via Buffalo                              |
|  | 5    | 138    | Indianapolis Colts    | Darius Rush              | CB                 | South Carolina     | SEC                |                                                     |
|  | 5    | 139    | Arizona Cardinals     | Clayton Tune             | QB                 | Houston            | The American       | da Denver via Detroit                               |
|  | 5    | 140    | Cleveland Browns      | Dorian Thompson-Robinson | QB                 | UCLA               | Pac-12             | da LA Rams                                          |
|  | 5    | 141    | Minnesota Vikings     | Jaquelin Roy             | DT                 | LSU                | SEC                | da Las Vegas via Indianapolis                       |
|  | 5    | 142    | Cleveland Browns      | Cameron Mitchell         | CB                 | Northwestern       | Big Ten            |                                                     |
|  | 5    | 143    | New York Jets         | Israel Abanikanda        | RB                 | Pittsburgh         | ACC                |                                                     |
|  | 5    | 144    | New England Patriots  | Atonio Mafi              | OG                 | UCLA               | Pac-12             | da Atlanta via Las Vegas                            |
|  | 5    | 145    | Carolina Panthers     | Jammie Robinson          | S                  | Florida State      | ACC                |                                                     |
|  | 5    | 146    | New Orleans Saints    | Jordan Howden            | S                  | Minnesota          | Big Ten            |                                                     |
|  | 5    | 147    | Tennessee Titans      | Josh Whyle               | TE                 | Cincinnati         | The American       |                                                     |
|  | 5    | 148    | Chicago Bears         | Noah Sewell              | LB                 | Oregon             | Pac-12             | da New England via Baltimore                        |
|  | 5    | 149    | Green Bay Packers     | Sean Clifford            | QB                 | Penn State         | Big Ten            |                                                     |
|  | 5    | 150    | Buffalo Bills         | Justin Shorter           | WR                 | Florida            | SEC                | da Washington                                       |
|  | 5    | 151    | Seattle Seahawks      | Mike Morris              | DE                 | Michigan           | Big Ten            | da Pittsburgh                                       |
|  | 5    | 152    | Detroit Lions         | Colby Sorsdal            | OT                 | William & Mary     | CAA                |                                                     |
|  | 5    | 153    | Tampa Bay Buccaneers  | SirVocea Dennis          | LB                 | Pittsburgh         | ACC                |                                                     |
|  | 5    | 154    | Seattle Seahawks      | Olu Oluwatimi            | C                  | Michigan           | Big Ten            |                                                     |
|  | 5    | 155    | San Francisco 49ers   | Darrell Luter Jr.        | CB                 | South Alabama      | Sun Belt           | da Miami                                            |
|  | 5    | 156    | Los Angeles Chargers  | Jordan McFadden          | OG                 | Clemson            | ACC                |                                                     |
|  | 5    | 157    | Baltimore Ravens      | Kyu Blu Kelly            | CB                 | Stanford           | Pac-12             |                                                     |
|  | 5    | 158    | Indianapolis Colts    | Daniel Scott             | S                  | California         | Pac-12             |                                                     |
|  | 5    | 159    | Green Bay Packers     | Dontayvion Wicks         | WR                 | Virginia           | ACC                | da Jacksonville via Atlanta e Detroit               |
|  | 5    | 160    | Jacksonville Jaguars  | Antonio Johnson          | S                  | Texas A&M          | SEC                | da NY Giants                                        |
|  | 5    | 161    | Los Angeles Rams      | Nick Hampton             | LB                 | Appalachian State  | Sun Belt           | da Dallas                                           |
|  | 5    | 162    | Indianapolis Colts    | Will Mallory             | TE                 | Miami (FL)         | ACC                | da Buffalo                                          |
|  | 5    | 163    | Cincinnati Bengals    | Chase Brown              | RB                 | Illinois           | Big Ten            |                                                     |
|  | 5    | 164    | Minnesota Vikings     | Jaren Hall               | QB                 | BYU                | Ind. (FBS)         | da San Francisco                                    |
|  | 5    | 165    | Chicago Bears         | Terell Smith             | CB                 | Minnesota          | Big Ten            | da Philadelphia                                     |
|  | 5    | 166    | Kansas City Chiefs    | B.J. Thompson            | LB                 | Stephen F. Austin  | WAC                |                                                     |
|  | 5*   | 167    | Houston Texans        | Henry To'oTo'o           | LB                 | Alabama            | SEC                | da LA Rams                                          |
|  | 5*   | 168    | Arizona Cardinals     | Owen Pappoe              | LB                 | Auburn             | SEC                | da Detroit                                          |
|  | 5*   | 169    | Dallas Cowboys        | Asim Richards            | OT                 | North Carolina     | ACC                |                                                     |
|  | 5*   | 170    | Las Vegas Raiders     | Christopher Smith II     | S                  | Georgia            | SEC                | da Green Bay via New York Jets                      |
|  | 5*   | 171    | Tampa Bay Buccaneers  | Payne Durham             | TE                 | Purdue             | Big Ten            | da LA Rams                                          |
|  | 5*   | 172    | New York Giants       | Eric Gray                | RB                 | Oklahoma           | Big 12             |                                                     |
|  | 5*   | 173    | San Francisco 49ers   | Robert Beal Jr.          | LB                 | Georgia            | SEC                |                                                     |
|  | 5*   | 174    | Los Angeles Rams      | Warren McClendon         | OT                 | Georgia            | SEC                | da Las Vegas via Houston                            |
|  | 5*   | 175    | Los Angeles Rams      | Davis Allen              | TE                 | Clemson            | ACC                | da Tampa Bay                                        |
|  | 5*   | 176    | Indianapolis Colts    | Evan Hull                | RB                 | Northwestern       | Big Ten            | da Dallas                                           |
|  | 5*   | 177    | Los Angeles Rams      | Puka Nacua               | WR                 | BYU                | Ind. (FBS)         |                                                     |
|  | 6    | 178    | Dallas Cowboys        | Eric Scott Jr.           | CB                 | Southern Miss      | Sun Belt           | da Chicago via Miami e Kansas City                  |
|  | 6    | 179    | Green Bay Packers     | Karl Brooks              | DT                 | Bowling Green      | MAC                | da Houston via Tampa Bay                            |
|  | 6    | 180    | Arizona Cardinals     | Kei'Trel Clark           | CB                 | Louisville         | ACC                |                                                     |
|  | 6    | 181    | Tampa Bay Buccaneers  | Josh Hayes               | CB                 | Kansas State       | Big 12             | da Indianapolis                                     |
|  | 6    | 182    | Los Angeles Rams      | Tre Tomlinson            | CB                 | TCU                | Big 12             |                                                     |
|  | 6    | 183    | Denver Broncos        | JL Skinner               | S                  | Boise State        | MW                 | da Denver via Detroit                               |
|  | 6    | 184    | New York Jets         | Zaire Barnes             | LB                 | Western Michigan   | MAC                | da Las Vegas via New England                        |
|  | 6    | 185    | Jacksonville Jaguars  | Parker Washington        | WR                 | Penn State         | Big Ten            | da NY Jets                                          |
|  | 6    | 186    | Tennessee Titans      | Jaelyn Duncan            | OT                 | Maryland           | Big Ten            | da Atlanta                                          |
|  | 6    | 187    | New England Patriots  | Kayshon Boutte           | WR                 | LSU                | SEC                | da Carolina                                         |
|  | 6    | 188    | Philadelphia Eagles   | Tanner McKee             | QB                 | Stanford           | Pac-12             | da New Orleans via Houston                          |
|  | 6    | 189    | Los Angeles Rams      | Ochaun Mathis            | DE                 | Nebraska           | Big Ten            | da Tennessee                                        |
|  | 6    | 190    | Cleveland Browns      | Luke Wypler              | C                  | Ohio State         | Big Ten            |                                                     |
|  | 6    | 191    | Tampa Bay Buccaneers  | Trey Palmer              | WR                 | Nebraska           | Big Ten            | da Green Bay via LA Rams, Houston e Philadelphia    |
|  | 6    | 192    | New England Patriots  | Bryce Baringer           | P                  | Michigan State     | Big Ten            |                                                     |
|  | 6    | 193    | Washington Commanders | Chris Rodriguez Jr.      | RB                 | Kentucky           | SEC                |                                                     |
|  | 6    | 194    | Kansas City Chiefs    | Keondre Coburn           | DT                 | Texas              | Big 12             |                                                     |
|  | 6    | 195    | New Orleans Saints    | A.T. Perry               | WR                 | Wake Forest        | ACC                | da Pittsburgh via Denver                            |
|  | 6    | 196    | Tampa Bay Buccaneers  | Jose Ramirez             | LB                 | Eastern Michigan   | MAC                |                                                     |
|  | 6    | 197    | Miami Dolphins        | Elijah Higgins           | WR                 | Stanford           | Pac-12             |                                                     |
|  | 6    | 198    | Seattle Seahawks      | Jerrick Reed II          | S                  | New Mexico         | MW                 |                                                     |
|  | 6    | 199    | Baltimore Ravens      | Malaesala Aumavae–Laulu  | OT                 | Oregon             | Pac-12             |                                                     |
|  | 6    | 200    | Los Angeles Chargers  | Scott Matlock            | DT                 | Boise State        | MW                 | da LA Chargers via Chicago                          |
|  | 6    | 201    | Houston Texans        | Jarrett Patterson        | C                  | Notre Dame         | Ind. (FBS)         | da Minnesota                                        |
|  | 6    | 202    | Jacksonville Jaguars  | Christian Braswell       | CB                 | Rutgers            | Big Ten            |                                                     |
|  | 6    | 203    | Las Vegas Raiders     | Amari Burney             | LB                 | Florida            | SEC                | da NY Giants                                        |
|  | 6    | 204    | New York Jets         | Jarrick Bernard-Converse | CB                 | LSU                | SEC                | da Dallas via Las Vegas                             |
|  | 6    | 205    | Houston Texans        | Xavier Hutchinson        | WR                 | Iowa State         | Big 12             | da Buffalo                                          |
|  | 6    | 206    | Cincinnati Bengals    | Andrei Iosivas           | WR                 | Princeton          | Ivy                |                                                     |
|  | 6    | 207    | Green Bay Packers     | Anders Carlson           | K                  | Auburn             | SEC                | da San Francisco via Houston e NY Jets              |
|  | 6    | 208    | Jacksonville Jaguars  | Erick Hallett            | S                  | Pittsburgh         | ACC                | da Philadelphia                                     |
|  | 6    | 209    | New York Giants       | Tre Hawkins III          | CB                 | Old Dominion       | Sun Belt           | da Kansas City                                      |
|  | 6*   | 210    | New England Patriots  | Demario Douglas          | WR                 | Liberty            | Ind. (FBS)         |                                                     |
|  | 6*   | 211    | Indianapolis Colts    | Titus Leo                | OLB                | Wagner             | NEC                |                                                     |
|  | 6*   | 212    | Dallas Cowboys        | Deuce Vaughn             | RB                 | Kansas State       | Big 12             |                                                     |
|  | 6*   | 213    | Arizona Cardinals     | Dante Stills             | DT                 | West Virginia      | Big 12             |                                                     |
|  | 6*   | 214    | New England Patriots  | Ameer Speed              | CB                 | Michigan State     | Big Ten            |                                                     |
|  | 6*   | 215    | Los Angeles Rams      | Zach Evans               | RB                 | Ole Miss           | SEC                | da Washington via Buffalo                           |
|  | 6*   | 216    | San Francisco 49ers   | Dee Winters              | LB                 | TCU                | Big 12             |                                                     |
|  | 6*   | 217    | Cincinnati Bengals    | Brad Robbins             | P                  | Michigan           | Big Ten            | da Kansas City                                      |
|  | 7    | 218    | Chicago Bears         | Travis Bell              | DT                 | Kennesaw State     | ASUN               |                                                     |
|  | 7    | 219    | Detroit Lions         | Antoine Green            | WR                 | North Carolina     | ACC                | da Houston via Minnesota                            |
|  | 7    | 220    | New York Jets         | Zack Kuntz               | TE                 | Old Dominion       | Sun Belt           | da Arizona                                          |
|  | 7    | 221    | Indianapolis Colts    | Jaylon Jones             | CB                 | Texas A&M          | SEC                |                                                     |
|  | 7    | 222    | Minnesota Vikings     | DeWayne McBride          | RB                 | UAB                | C-USA              | da Denver via San Francisco                         |
|  | 7    | 223    | Los Angeles Rams      | Ethan Evans              | P                  | Wingate            | SAC                |                                                     |
|  | 7    | 224    | Atlanta Falcons       | DeMarcco Hellams         | S                  | Alabama            | SEC                | da Las Vegas                                        |
|  | 7    | 225    | Atlanta Falcons       | Jovaughn Gwyn            | OG                 | South Carolina     | SEC                |                                                     |
|  | 7    | 226    | Jacksonville Jaguars  | Cooper Hodges            | OT                 | Appalachian State  | Sun Belt           | da Carolina                                         |
|  | 7    | 227    | Jacksonville Jaguars  | Raymond Vohasek          | DT                 | North Carolina     | ACC                | da New Orleans                                      |
|  | 7    | 228    | Tennessee Titans      | Colton Dowell            | WR                 | UT Martin          | OVC                |                                                     |
|  | 7    | 229    | Baltimore Ravens      | Andrew Vorhees           | OG                 | USC                | Pac-12             | da Cleveland                                        |
|  | 7    | 230    | Buffalo Bills         | Nick Broeker             | OG                 | Ole Miss           | SEC                | da NY Jets via Tampa Bay, Philadelphia and Houston  |
|  | 7    | 231    | Las Vegas Raiders     | Nesta Jade Silvera       | DT                 | Arizona State      | Pac-12             | da New England                                      |
|  | 7    | 232    | Green Bay Packers     | Carrington Valentine     | CB                 | Kentucky           | SEC                |                                                     |
|  | 7    | 233    | Washington Commanders | Andre Jones Jr.          | DE                 | Louisiana          | Sun Belt           |                                                     |
|  | 7    | 234    | Los Angeles Rams      | Jason Taylor II          | S                  | Oklahoma State     | Big 12             | da Pittsburgh                                       |
|  | 7    | 235    | Green Bay Packers     | Lew Nichols III          | RB                 | Central Michigan   | MAC                | da Detroit via LA Rams                              |
|  | 7    | 236    | Indianapolis Colts    | Jake Witt                | OT                 | Northern Michigan  | GLIAC              | da Tampa Bay                                        |
|  | 7    | 237    | Seattle Seahawks      | Kenny McIntosh           | RB                 | Georgia            | SEC                |                                                     |
|  | 7    | 238    | Miami Dolphins        | Ryan Hayes               | OT                 | Michigan           | Big Ten            |                                                     |
|  | 7    | 239    | Los Angeles Chargers  | Max Duggan               | QB                 | TCU                | Big 12             |                                                     |
|  | 7    | 240    | Jacksonville Jaguars  | Derek Parish             | FB                 | Houston            | The American       | da Baltimore via NY Giants                          |
|  | 7    | 241    | Pittsburgh Steelers   | Cory Trice               | CB                 | Purdue             | Big Ten            | da Minnesota via Denver                             |
|  | 7    | 242    | Green Bay Packers     | Anthony Johnson Jr.      | S                  | Iowa State         | Big 12             | da Jacksonville                                     |
|  | 7    | 243    | New York Giants       | Jordon Riley             | DT                 | Oregon             | Pac-12             |                                                     |
|  | 7    | 244    | Dallas Cowboys        | Jalen Brooks             | WR                 | South Carolina     | SEC                |                                                     |
|  | 7    | 245    | New England Patriots  | Isaiah Bolden            | CB                 | Jackson State      | SWAC               | da Buffalo via Atlanta                              |
|  | 7    | 246    | Cincinnati Bengals    | D.J. Ivey                | CB                 | Miami (FL)         | ACC                |                                                     |
|  | 7    | 247    | San Francisco 49ers   | Brayden Willis           | TE                 | Oklahoma           | Big 12             |                                                     |
|  | 7    | 248    | Houston Texans        | Brandon Hill             | S                  | Pittsburgh         | ACC                | da Philadelphia                                     |
|  | 7    | 249    | Philadelphia Eagles   | Moro Ojomo               | DE                 | Texas              | Big 12             | da Kansas City via Detroit                          |
|  | 7*   | 250    | Kansas City Chiefs    | Nic Jones                | CB                 | Ball State         | MAC                |                                                     |
|  | 7*   | 251    | Pittsburgh Steelers   | Spencer Anderson         | OG                 | Maryland           | Big Ten            | da LA Rams                                          |
|  | 7*   | 252    | Buffalo Bills         | Alex Austin              | CB                 | Oregon State       | Pac-12             | da Tampa Bay via LA Rams                            |
|  | 7*   | 253    | San Francisco 49ers   | Ronnie Bell              | WR                 | Michigan           | Big Ten            |                                                     |
|  | 7*   | 254    | New York Giants       | Gervarrius Owens         | S                  | Houston            | The American       |                                                     |
|  | 7*   | 255    | San Francisco 49ers   | Jalen Graham             | OLB                | Purdue             | Big Ten            |                                                     |
|  | 7*   | 256    | Green Bay Packers     | Grant DuBose             | WR                 | Charlotte          | C-USA              |                                                     |
|  | 7*   | 257    | Denver Broncos        | Alex Forsyth             | C                  | Oregon             | Pac-12             | da New Orleans                                      |
|  | 7*   | 258    | Chicago Bears         | Kendall Williamson       | CB                 | Stanford           | Pac-12             |                                                     |
|  | 7*   | 259    | Los Angeles Rams      | Desjuan Johnson          | DE                 | Toledo             | MAC                | da Houston                                          |

## Draft supplementare
L'11 luglio 2023 si tenne un draft supplementare aperto a quei giocatori che erano diventati eleggibili successivamente al draft principale di aprile. Le squadre che avessero selezionato un giocatore in un determinato giro di questo draft supplementare avrebbero dovuto rinunciare ad una scelta del medesimo giro nel draft 2024.
Nessun giocatore fu selezionato in questo draft supplementare.